# Coniocompsa japonica
Coniocompsa japonica är en insektsart som beskrevs av Günther Enderlein 1907. Coniocompsa japonica ingår i släktet Coniocompsa och familjen vaxsländor. Inga underarter finns listade i Catalogue of Life.